# Zadlog
Zadlog este o localitate din comuna Idrija, Slovenia, cu o populație de 254 de locuitori.